# Marcio Benítez
Marcio Alejandro Benítez Albarracín, noto semplicemente come Marcio Benítez (Paysandú, 3 giugno 1996), è un calciatore uruguaiano, attaccante del Paysandú.

## Caratteristiche tecniche
È una seconda punta.

## Carriera

### Club
Cresciuto nel settore giovanile del Nacional, ha esordito in prima squadra il 3 aprile 2016 disputando l'incontro di Primera División Profesional vinto 3-1 contro l'El Tanque Sisley.

### Nazionale
Nel 2013 con la nazionale under-17 uruguaiana ha preso parte al campionato sudamericano ed al campionato mondiale di categoria.

## Palmarès

### Club

#### Competizioni nazionali
- Campionato uruguaiano: 1

Nacional: 2016